# Martin et Osa Johnson
Pour les articles homonymes, voir Johnson et Martin Johnson (homonymie).

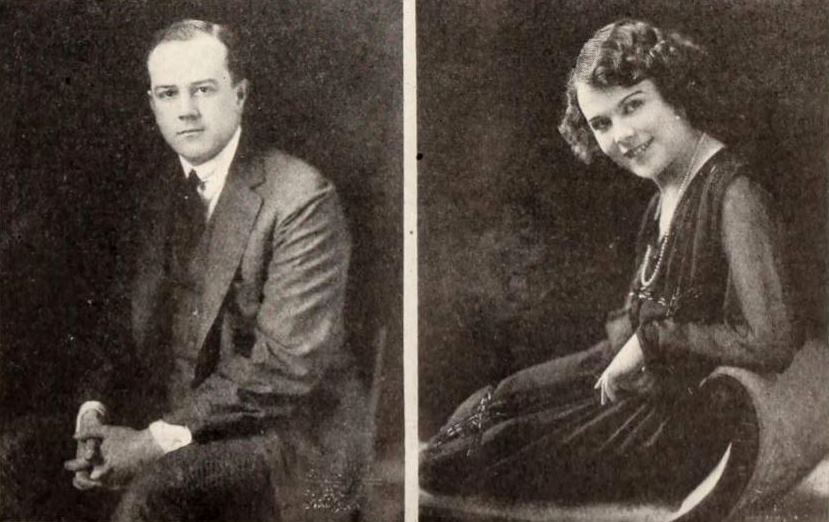
Martin et Osa Johnson.

Martin Johnson (Rockford, 9 octobre 1884 - 13 janvier 1937) et Osa Johnson née Leighty (Chanute, 14 mars 1894 - New York, 7 janvier 1953) sont des aventuriers américains, écrivains et pionniers du film documentaire.

## Biographie
Avant sa rencontre avec Osa, Martin Johnson avait participé à La Croisière sur le Snark en compagnie de Jack et Charmian London, durant laquelle il faisait office de cuisinier. C'est à son retour aux États-Unis qu'il rencontre et épouse Osa Leighty le 15 mai 1910 à Independence (Kansas). En 1917 ils entreprennent leur première expédition dans le Pacifique, qui aboutira au film Among the Cannibal Isles of the South Seas. Un deuxième voyage dans l'océan Pacifique débute en 1919. Il conduira les aventuriers dans le protectorat britannique de Bornéo du Nord où ils filmeront leurs premiers animaux sauvages. En 1920, Osa et son époux se lancent dans plusieurs expéditions à l'Est de l’Afrique et « font partie des premiers défenseurs de la faune africaine tout en faisant commerce d'espèces destinées aux zoos et aux cirques ». En 1921, ils vont pour la première fois au Kenya. Ils s'y rendront à cinq reprises entre 1921 et 1933. En 1932, ils passent un brevet de pilotage et achètent deux hydravions (décoré de taches de girafe pour le premier et de rayures de zèbre pour le deuxième) de l'entreprise Sikorsky : le Spirit of Africa et Osa's Ark. Ils sont les premiers à avoir filmé les monts Kilimandjaro et Kenya. Osa offre dans certains documentaires une vision romancée qui place son aventure à la portée de tous. Elle joue souvent devant la caméra le rôle d'une aventurière moderne.
Le 12 janvier 1937 l'avion qui transporte le couple de Salt Lake City à Burbank s'écrase près du mont Los Pinetos en Californie. Martin, victime d'une fracture du crâne, meurt le lendemain. Osa est grièvement blessée et passe plusieurs mois dans une chaise roulante tout en continuant à donner des conférences publiques. Elle meurt d'une crise cardiaque à New York en 1953.

## Hommages
L'aéroport de la ville de Chanute au Kansas, où est née Osa Leighty, porte le nom de Martin (Martin Johnson Airport, code AITA : CNU). La ville de Chanute accueille également le Martin and Osa Johnson Safari Museum.
Michel Le Bris rend hommage au couple, essentiellement à Osa, et aux aventuriers qu'ils ont croisés dans son roman La beauté du monde (editions Grasset 2008  (ISBN 978-2-246-65091-1).

## Filmographie
- Cannibals of the South Seas (1912)

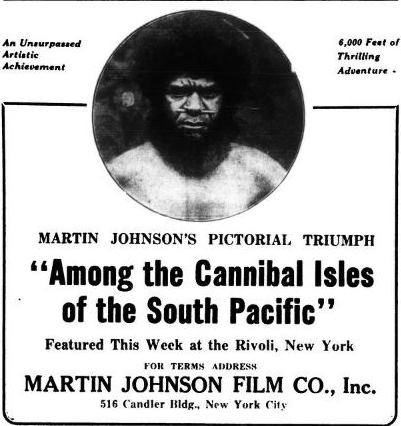
Annonce pour le film américain Among the Cannibal Isles of the South Pacific (1918).

- Jack London's Adventures of the South Seas (1913)
- Among the Cannibal Isles of the South Seas (1918)
- Jungle Adventures (1921)
- Headhunters of the South Seas (1922)
- Trailing Wild African Animals (1923)
- Martin's Safari (1928)
- Simba: King of the Beasts (1928)
- Across the World with Mr. and Mrs. Johnson (1930)
- Wonders of the Congo (1931)
- Congorilla (1932)
- Wings Over Africa (1934)
- Baboona (1935)
- Children of Africa (1937)
- Jungle Depths of Borneo (1937)
- Borneo (1937)
- Jungles Calling (1937)
- I Married Adventure (1940)
- African Paradise (1941)
- Tulagi and the Solomons (1943)
- Big Game Hunt (1950s), on TV